# Franz N. D. Kurie
Franz Newell Devereux Kurie (* 6. Februar 1907 in Victor (Colorado); † 12. Juni 1972) war ein US-amerikanischer Kernphysiker.

## Leben
Franz N. D. Kurie war der Sohn eines Bergbauingenieurs und wuchs in Kanada auf, wo er bis 1927 an der McGill University  in Montreal studierte. 1932 erlangte er den Ph.D. an der Yale University. Am dortigen Sloane Physics Laboratory hatte er Kontakt zu Ernest Orlando Lawrence, der erster Direktor des 1931 gegründeten Berkeley Radiation Laboratory (Berkeley Lab) der University of California, Berkeley war. Von 1933 bis 1935 war Kurie Fellow des National Research Council und anschließend bis 1938 Research Associate am Berkeley Lab. 1935 wurde er Fellow der American Physical Society. 1938 ging er an die Indiana University Bloomington, wo er den Bau eines neuen Zyklotrons beaufsichtigte. 1941 wechselte er an das U.S. Navy Radio and Sound Laboratory der University of California (Division of War Research) in San Diego, wo er während des Zweiten Weltkrieges zur Sonartechnik forschte. 1942 wurde er Fellow der American Association for the Advancement of Science. 1946 kehrte er in das akademische Leben zurück und war bis 1948 an der Washington University in St. Louis tätig. 1948 nahm er das Angebot zu einem Wechsel an das Naval Research Laboratory in Washington, D.C. an. 1953 kehrte er nach San Diego als technischer Direktor der 1945 in US Navy Electronics Laboratory umbenannten Forschungseinrichtung zurück. Aufgrund einer schweren Erkrankung musste er 1960 seine berufliche Laufbahn beenden.
Franz Kurie gehörte zu den frühen Mitarbeitern von Ernest Lawrence. Er war an zahlreichen bahnbrechenden kernphysikalischen Experimenten mit dem Zyklotron und der Wilsonschen Nebelkammer beteiligt. 1934 erhielt er bei Analysen des Beschusses von Stickstoff mit Neutronen erste Hinweise auf die Reaktion 14N(n, p)14C, also auf die Existenz des seinerzeit unbekannten instabilen Kohlenstoffisotops 14C. Bekannt wurde er besonders durch die Darstellung des radioaktiven Beta-Zerfalls im Kurie-Plot.